# Allbirds
Allbirds ist ein US-amerikanischer Schuhfabrikant.
Das Unternehmen bewirbt seine Produktion mit einer hohen Nachhaltigkeit und seine Produkte als umweltverträglich.

## Geschichte
Tim Brown, der während seiner Sportlerkarriere als Vizekapitän der neuseeländischen Fußballnationalmannschaft eine Handelshochschule besuchte und privat für Bekannte Schuhe aus Leder nähte, bekam im Jahr 2014 einen Zuschuss von der neuseeländischen Wollindustrie, um einen Sneaker gänzlich aus Wolle zu entwickeln. Er bewarb daraufhin das Vorhaben auf Kickstarter.com und erhielt dadurch 119.000 Dollar in fünf Tagen. Gemeinsam mit Joey Zwillinger, der als Ingenieur für Biotechnologie und erneuerbare Rohstoffe auf das Projekt aufmerksam wurde, gründete er, mit dem Beginn der Massenproduktion der Wollsneaker im März 2016, Allbirds. Im ersten Produktionsjahr bezuschussten Ventures und Financiers 7,25 Millionen Dollar.
Der erste von Allbirds produzierte Schuh heißt Wool Runner, dessen Obermaterial aus Merinowolle besteht.
Im Dezember 2017 kam es aufgrund optischer Ähnlichkeit zwischen den Wool Runners von Allbirds und einem Produkt des US-amerikanischen Schuhunternehmens Steve Madden zu einem Rechtsstreit. Für das Unternehmen arbeiten mit Stand 2017 50 Angestellte im Firmensitz in San Francisco, 40 weitere Angestellte im Versandlager in Nashville und 350 Mitarbeiter in einer Schuhfabrik in Südkorea. Im März 2018 begann die Produktion von Schuhwerk aus Eukalyptusfasern. In Zusammenarbeit mit Braskem entwickelte Allbirds Flip-Flops aus Zuckerrohr gewonnenem bio-basiertem Kunststoff, die seit August 2018 im Handel erhältlich sind.

## Verkaufsstellen
Mit Stand Oktober 2019 besaß Allbirds Filialen in New York City, San Francisco, Toronto, Berlin, London, Boston, Seattle, Chicago, Auckland, Los Angeles, Peking, Guangzhou, Shanghai.